# خط موقعیت زمینی واقعی

خط قرمز نقطه‌چین نشان‌دهنده AGPL است. در شرق آن یخچال سیاچن قرار دارد که تحت کنترل ارتش هند است.

خط موقعیت زمینی واقعی (انگلیسی: Actual Ground Position Line) که به اختصار AGPL نامیده می‌شود، خطی است که موقعیت کنونی نیروهای نظامی هند و پاکستان در منطقه یخچال سیاچن را از هم جدا می‌کند. این خط از شمالی‌ترین نقطه خط کنترل موسوم به NJ9842 تا ایندیرا کول امتداد دارد و طول آن حدود ۱۱۰ کیلومتر است.

## موقعیت جغرافیایی
خط موقعیت زمینی واقعی از امتداد خط‌الرأس رشته‌کوه سالتورو که فلاتی کوهستانی با قله‌های بلندتر از ۷۰۰۰ متر است، عبور می‌کند. نیروهای هند بلندترین قله‌های این رشته‌کوه را در اختیار داشته و از صعود نیروهای پاکستان به ارتفاعات رشته‌کوه سالتورو جلوگیری می‌کنند. موقعیت کنونی خط AGPL به صورت کلی در امتداد خط زیر است:
ایندیرا کول - گردنه سیا لا - سالتورو کانگری ۱ - گردنه بیلافوند لا - کی۱۲ - گردنه گیونگ لا - NJ9842.

## نوشتارهای وابسته
- کوه‌های سالتورو
- خط کنترل
- خط کنترل واقعی